# Strahlschneiderverfahren
Das Strahlschneider-Verfahren (jet cutter), entwickelt von der Firma geniaLab in Braunschweig, erzeugt Flüssigkeitspartikel dadurch, dass ein aus einer Vollstrahldüse unter Druck austretender Flüssigkeitsstrahl mittels eines rotierenden Strahlschneiders (symmetrisch angeordnete Schneiddrähte) in gleichförmig zylindrische Segmente zerschnitten wird. Im Verlauf einer gewissen Fallstrecke ziehen sich die einzelnen Flüssigkeitssegmente auf Grund der Oberflächenspannung zu kugelförmigen Tropfen einheitlicher Größe zusammen. Die Größe der Tropfen (0,2–4 mm) kann über die Rotationsgeschwindigkeit des Schneidwerkzeuges, den Durchmesser des Flüssigkeitsstrahles und den Volumenstrom durch die Düse (abhängig von Druck und Temperatur der Flüssigkeit) eingestellt werden. Die Düse sitzt im Strahlkopf.
Die Vorteile dieses Verfahrens sind die enge Verteilungsbreite der erzeugten Partikel, die Möglichkeit zur Verwendung von hochviskosen Fluiden und der hohe Massendurchsatz gerade bei hohen Viskositäten.